# La Petite Fille du printemps
La Petite Fille du printemps est un roman pour la jeunesse de Monique Corriveau, publié en 1966. Il s'agit d'un roman d'apprentissage d'une héroïne qui est à la recherche d'amour et d'appréciation.

## Résumé
Hélène est une jeune orpheline adoptée par la famille Monnier. Celle-ci compte déjà quatre enfants qui, avec les trois enfants des voisins, forment les « notes de la gamme » : Hélène, pour sa part, est la « fausse note », solitaire, rejetée de tous, si ce n'est de son parrain malencontreusement parti à l'étranger, sans laisser d'adresse. Elle lui écrit dans un cahier personnel. Il arrive que Hélène se fait voler ce dernier par l'un de ses frères d'adoption et que, par ailleurs, elle est faussement accusée de plagiat à l'école. Hélène est désespérée.

## Éditions
- La Petite Fille du printemps, Québec, Éditions Jeunesse, coll. « Brin d'herbe », 1966.
- Réédition, Montréal, Fides, coll. des Mille Îles (illustration de Louise Pomminville), 1978, 122 p.  (ISBN 2-7621-1218-4 et 2-7621-1218-4).